# 渡邊里詩亜
渡邊 リシア（わたなべ りしあ）は、日本・山梨県出身の女性アーティスト
STUDIO16（スタジオジュウロク、スタジオ16）代表。アート・デザインワークを制作。

## 経歴
幼少期より、芸術家であった父より指導を受けて育つ。様々な企業での現場仕事や専属のデザイナーとして活躍後、STUDIO16(スタジオ16)を設立する。
多摩美術大学彫刻科出身。アーティスティックなデザインや、ブランドの世界観をわかりやすく伝えるデザインに定評がある。
デザインしたアイテムの数々は映画やドラマでも使用されており、本人もテレビや雑誌に多数取り上げられている。
独自の感性から、自らのアート作品だけでなく、数々の企業やブランドとのコラボレーションの実績がある新進気鋭のアーティストである。
2016年に行われたRIOオリンピック卓球台のデザインに関わり、卓球用品のブランドの世界を大きく変えた功績を持つ。
2018年 6月、富士スピードウェイで50年ぶりに行われた「ピレリスーパー耐久シリーズ」にて快走した「Le Mans 24h Project」のカーデザイン・アートワークを担当。
レース業界で初のクラウドファンディングでのレース出場。　キングコング西野の「えんとつ町のプペル」とのコラボレーションを果たす。プロジェクトメンバーとして「ルマン24時間レース」出場を目指す。
NISSAN X-TRAILに、フリーハンドでアートを施した「BLACK TREE」は、MOON EYES。世田谷ベースなどのカーショーなどに出展される。
2019年2月、Daiwa 所属 プロアングラー 佐々木勝也 との日産 エクストレイル を釣り車カスタムするプロジェクトのクリエイティブディレクター に抜擢。２モデルをリリースし、メディアにも登場している。
オペラ歌手 森谷真理・鳥木弥生 を始め、著名人・アーティストなどの専属デザイナーを務める。
2020年、山梨県北杜市に事務所を移転。地方活性×デザインの新しい動きをスタートしている。